# Lithophane

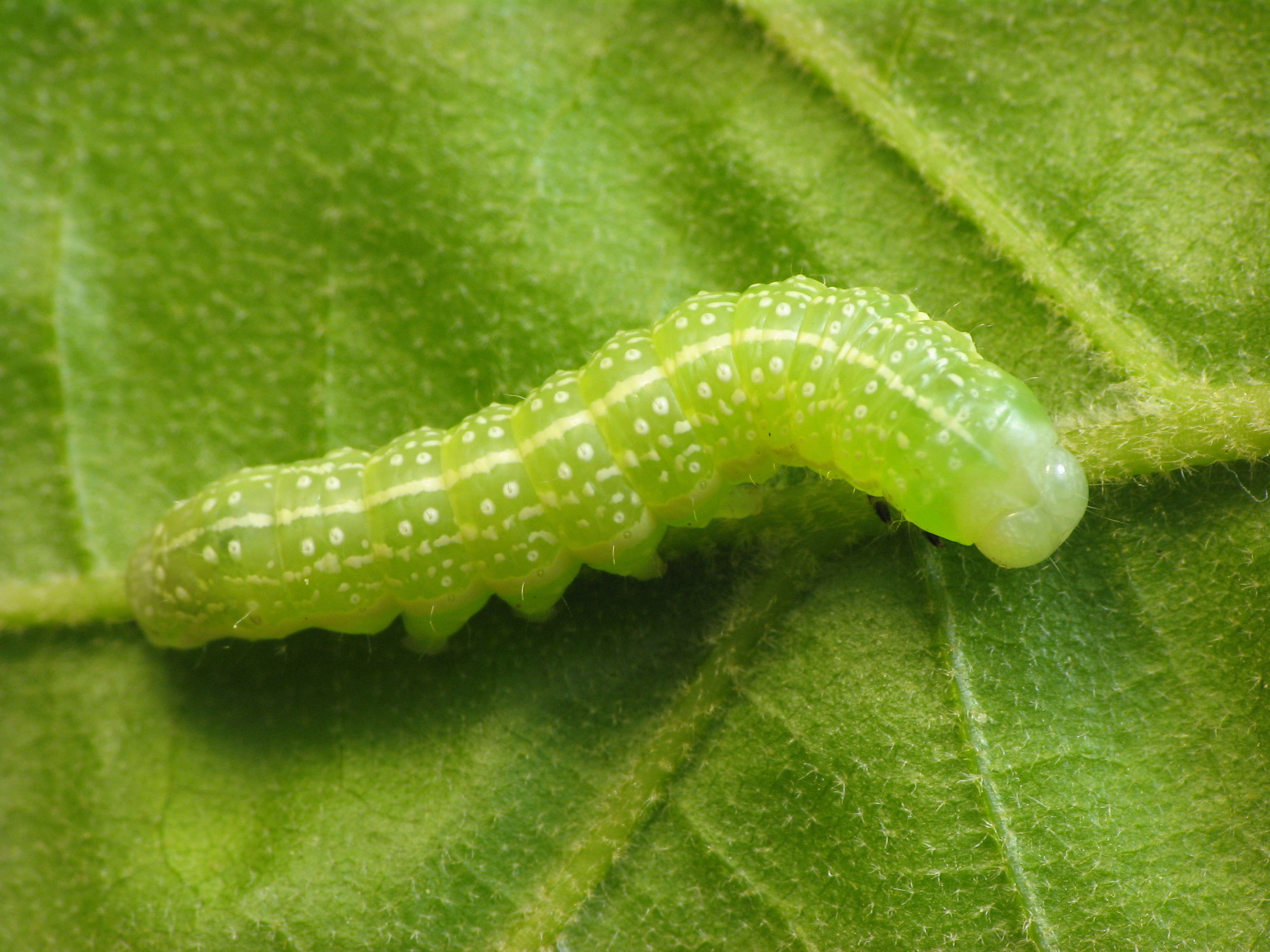
L. antennata, oruga en hoja de roble

Lithophane  es un género de polillas de la familia Noctuidae. Algunos lo colocan en la subfamilia Cuculliinae y otros en Noctuinae (tribu Xylenini).
Las alas anteriores son grisáceas o marrones. Tienen una caracterísitica forma de "hombros cuadrados". La larva suele ser verde o gris con marcas. Se alimentan de hojas de plantas de hoja ancha, pero algunas especies se alimentan de coníferas. Pasan el invierno en el estadio adulto. Hay una sola generación por año.
Algunas especies son capaces de alimentarse de otras orugas o larvas de moscas portasierra, lo cual es muy poco común entre lepidópteros.

## Especies
- Lithophane abita Brou & Lafontaine, 2009
- Lithophane adipel Benjamin, 1936
- Lithophane alaina Boursin, 1957
- Lithophane amanda (Smith, 1900)
- Lithophane antennata (Walker, 1858)
- Lithophane atara (Smith, 1909)
- Lithophane baileyi Grote, 1877 (sinónimo: Lithophane vivida (Dyar, 1910))
- Lithophane bethunei (Grote & Robinson, 1868)
- Lithophane boogeri J.T.Troubridge, 2006
- Lithophane brachyptera (Staudinger, 1892)
- Lithophane consocia (Borkhausen, 1792)
- Lithophane contenta Grote, 1800
- Lithophane contra (Barnes & Benjamin, 1924)
- Lithophane dailekhi Hreblay & Ronkay, 1999
- Lithophane dilatocula (Smith, 1900)
- Lithophane disposita Morrison, 1874
- Lithophane fagina Morrison, 1874
- Lithophane franclemonti Metzler, 1998
- Lithophane furcifera (Hufnagel, 1766)
- Lithophane furiosa Hreblay & Ronkay, 1999
- Lithophane gansuana Kononenko, 2009
- Lithophane gausapata Grote, 1883
- Lithophane georgii Grote, 1875
- Lithophane glauca Hreblay & Ronkay, 1998
- Lithophane griseobrunnea Hreblay & Ronkay, 1999
- Lithophane grotei (Riley, 1882)
- Lithophane hemina Grote, 1879
- Lithophane holophaea Draudt, 1934
- Lithophane innominata (Smith, 1893)
- Lithophane itata (Smith, 1899)
- Lithophane jeffreyi J.T. Troubridge & Lafontaine, 2003
- Lithophane joannis Covell & Metzler 1992
- Lithophane laceyi (Barnes & McDunnough, 1913)
- Lithophane lamda (Fabricius, 1787)
- Lithophane lanei J.T.Troubridge, 2006
- Lithophane lapidea (Hübner, [1808])
- Lithophane laticinerea Grote, 1874
- Lithophane laurentii Köhler, 1961
- Lithophane leautieri (Boisduval, 1829)
- Lithophane ledereri Staudinger, 1891
- Lithophane leeae Walsh, 2009
- Lithophane lemmeri Barnes & Benjamin, 1929
- Lithophane lepida Grote, 1878
- Lithophane longior (Smith, 1899)
- Lithophane merckii (Rambur, 1832)
- Lithophane nagaii Sugi, 1958
- Lithophane nasar (Smith, 1909)
- Lithophane oriunda Grote, 1874
- Lithophane ornitopus (Hufnagel, 1766)
- Lithophane pacifica Kononenko, 1978
- Lithophane patefacta (Walker, 1858)
- Lithophane pertorrida (McDunnough, 1942)
- Lithophane petulca Grote, 1874 (sin: Lithophane ferrealis Grote, 1874)
- Lithophane pexata Grote, 1874.
- Lithophane plumbealis (Matsumura, 1926)
- Lithophane ponderosa J.T. Troubridge & Lafontaine, 2003
- Lithophane pruena (Dyar, 1910)
- Lithophane pruinosa (Butler, 1878)
- Lithophane puella (Smith, 1900)
- Lithophane querquera Grote, 1874 (sin.: Lithophane nigrescens (Engel, 1905))
- Lithophane remota Hreblay & Ronkay, 1998
- Lithophane rosinae (Püngeler, 1906)
- Lithophane scottae J.T.Troubridge, 2006
- Lithophane semibrunnea (Haworth, 1809)
- Lithophane semiusta Grote, 1874
- Lithophane signosa (Walker, 1857)
- Lithophane socia (Hufnagel, 1766)
- Lithophane subtilis Franclemont, 1969
- Lithophane tarda (Barnes & Benjamin, 1925)
- Lithophane tephrina Franclemont, 1969
- Lithophane tepida Grote, 1874
- Lithophane thaxteri Grote, 1874
- Lithophane thujae Webster & Thomas, 2000
- Lithophane torrida (Smith, 1899)
- Lithophane trimorpha Hreblay & Ronkay, 1997
- Lithophane unimoda (Lintner, 1878)
- Lithophane ustulata (Butler, 1878)
- Lithophane vanduzeei (Barnes, 1928)
- Lithophane venusta (Leech, 1889)
- Lithophane violascens Hreblay & Ronkay, 1999
- Lithophane viridipallens Grote, 1867